# آنتون شیندلر
آنتون فِلیکس شیندلر (به آلمانی: Anton Felix Schindler) (زادهٔ ۱۳ ژوئن ۱۷۹۵ – درگذشتهٔ ۱۶ ژانویهٔ ۱۸۶۴) موسیقی‌دان، نوازندهٔ ویولن، رهبر ارکستر، نویسنده، زندگی‌نامه‌نویس، و آهنگ‌ساز اهل آلمان بود.
معروفیت او بیشتر به دلیل نوشتنِ زندگی‌نامهٔ لودویگ فان بتهوون، آهنگساز بزرگ، است.